# Logarska Dolina
Logarska Dolina kis méretű település észak-Szlovéniában, a Logar-völgyben, Solčava község területén. A település Alsó-Stájerországhoz tartozik és újabban a Savinjska statisztikai régióhoz sorolják. A település népszerű kirándulóhely lenyűgöző panorámával.
Található itt egy kis méretű templom is, amely a Solčava-i egyházmegyéhez tartozik és Krisztus Király tiszteletére épült 1930–1931 között.